# 나가사키현도 제192호선

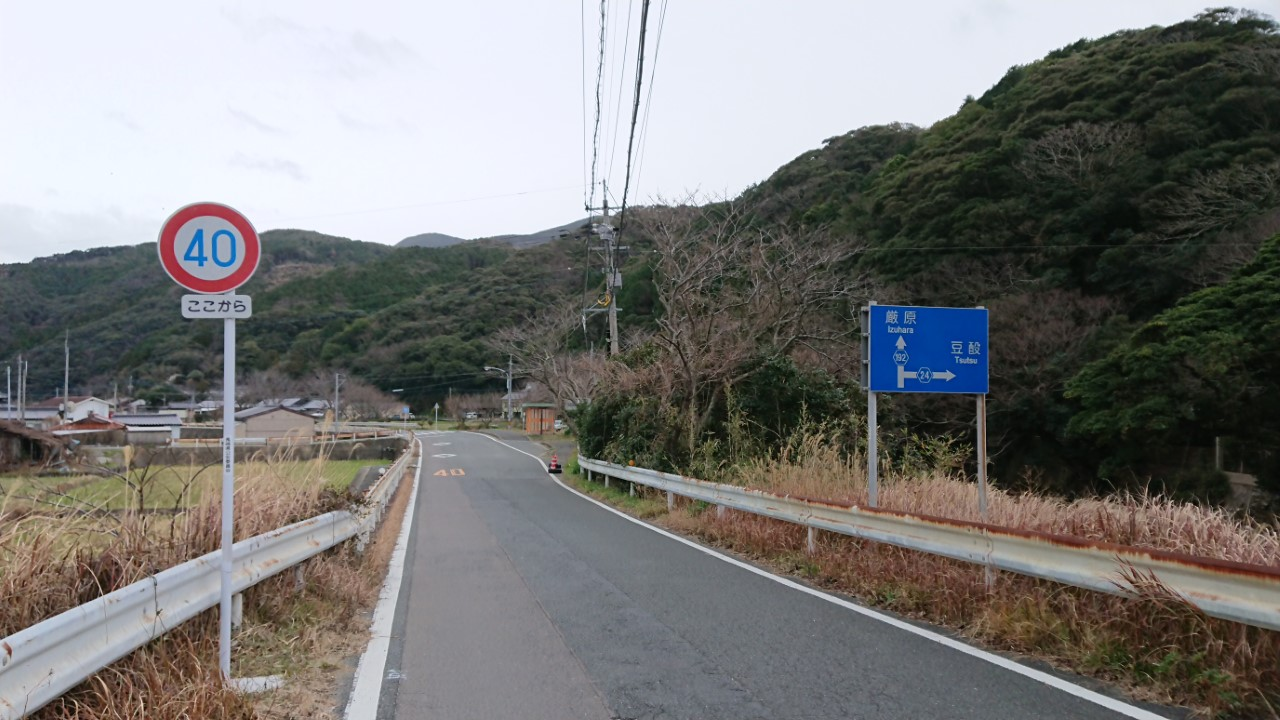
기점 (사스세)

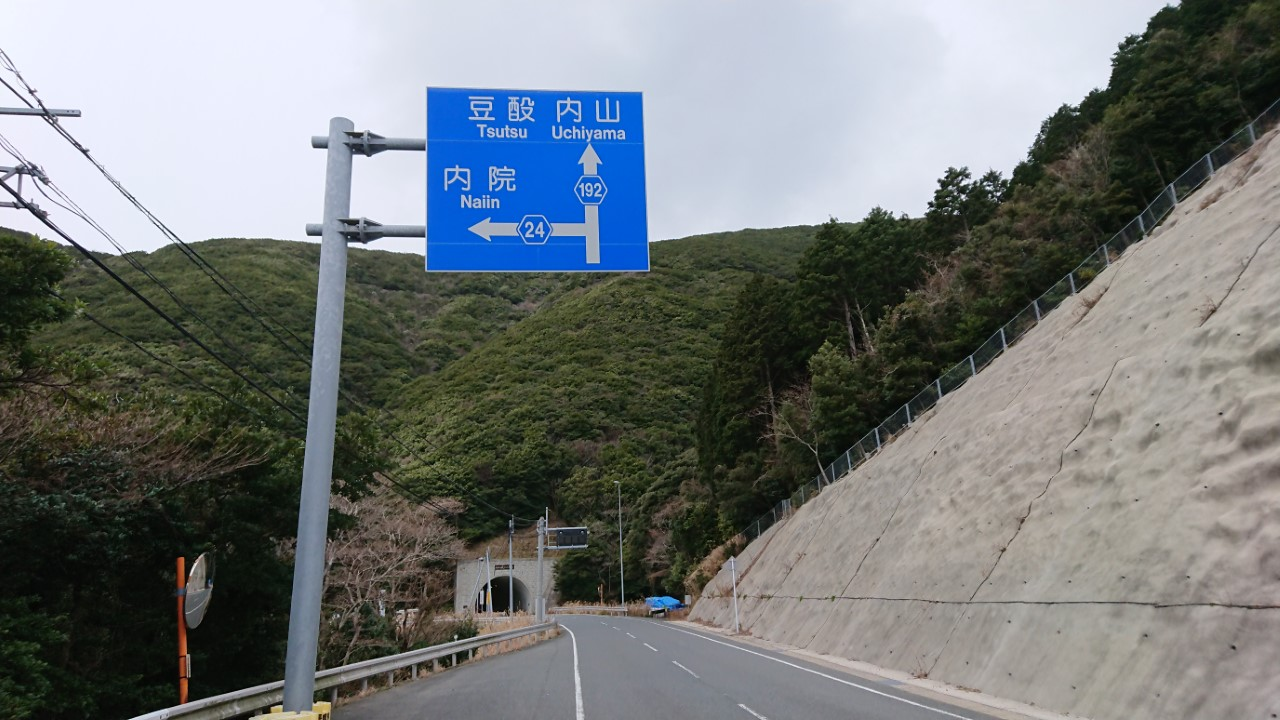
종점 (아가미)

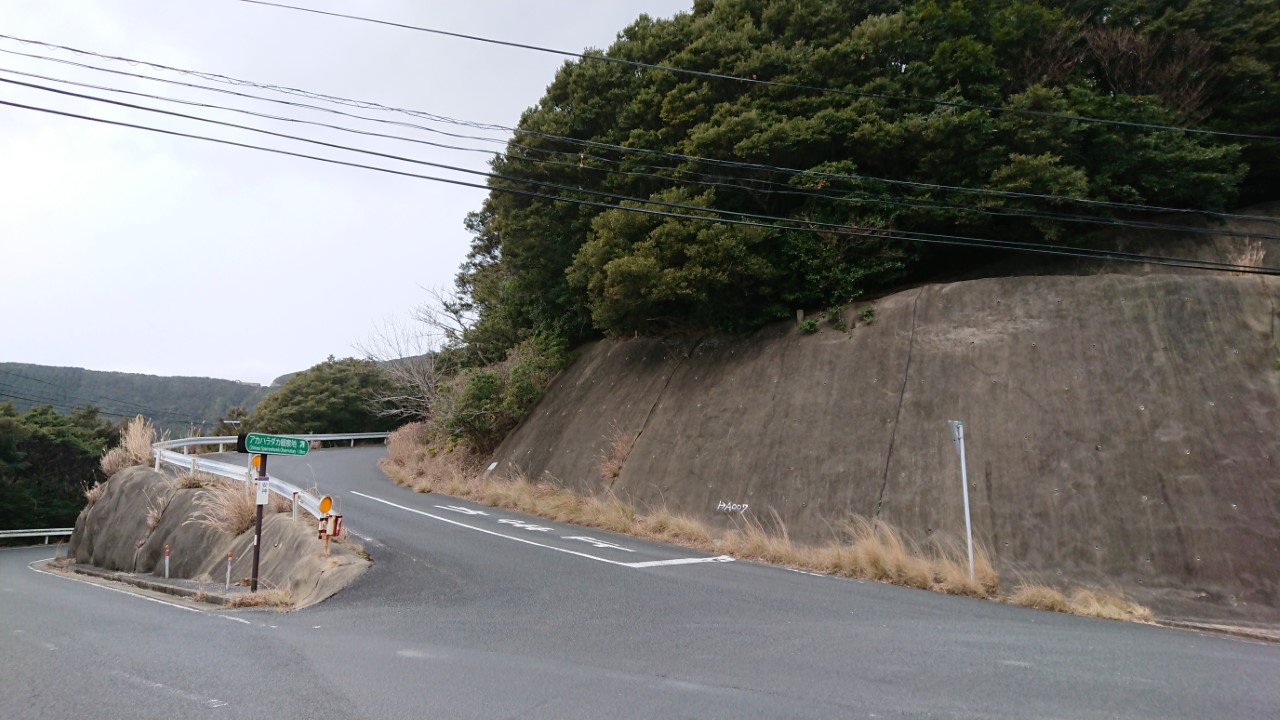
옛 종점 (아가미)

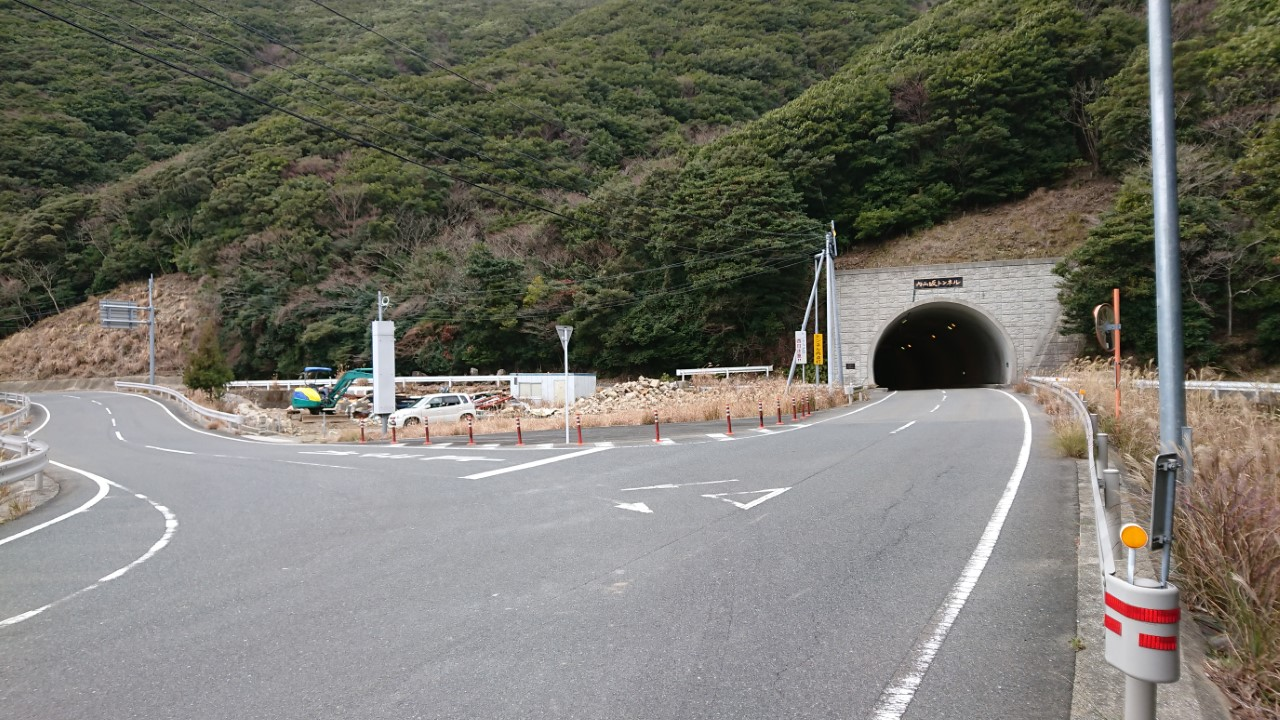
유일한 터널인 우치야마자카 터널

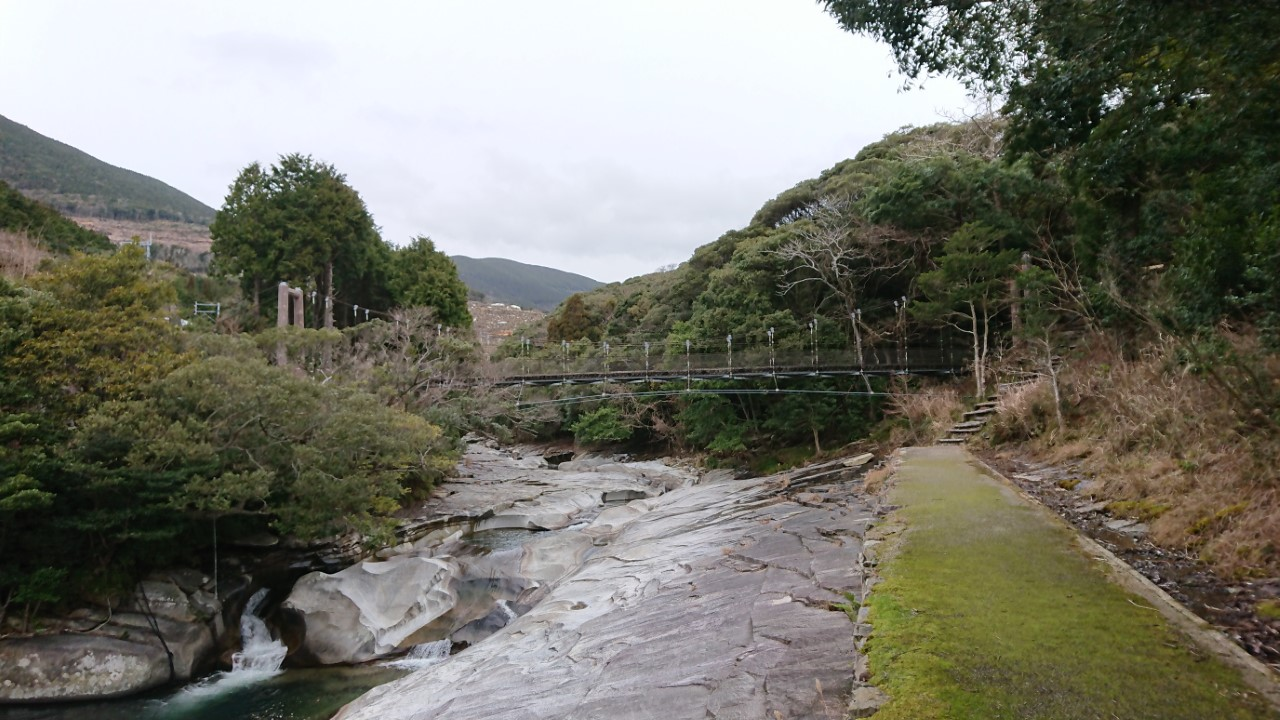
아유모도시(鮎もどし) 자연공원

192번 나가사키현도(일본어: 長崎県道192号瀬浦厳原港線→나가사키현도 192호 세토우라-이즈하라코선)는 나가사키현 쓰시마시 이즈하라마치 사스세와 아가미를 이어주는 총 연장 14.3km의 거리를 이루는 일반 현도 노선이다.

## 개요
나가사키현 쓰시마시 시모시마를 동서로 횡단하고 있어, 이즈하라마치 사스세와 아가미를 연결시킨 현도이기도 하다.

### 노선 데이터
- 기점: 나가사키현 쓰시마시 이즈하라마치 사스세 (나가사키현도 제24호선과 교차)
- 종점: 나가사키현 쓰시마시 이즈하라마치 아가미 (나가사키현도 제24호선과 교차)
- 총 연장: 14.306 km

## 지리

### 통과하는 지자체
- 쓰시마시

### 교차하는 도로
| 교차하는 도로                                | 교차하는 장소       | 교차하는 장소 |
| -------------------------------------------- | ------------------- | ------------- |
| 나가사키현도 제24호 이즈하라 쓰쓰미쓰시마 선 | 이즈하라마치 사스세 | 기점          |
| 나가사키현도 제24호 이즈하라 쓰쓰미쓰시마 선 | 이즈하라마치 아가미 | 종점          |

### 도로 시설
- 우치야마자카 터널: 총 연장 702m, 2008년 3월 완성, 2009년 11월 공용 개시